# Campionato sudamericano femminile di pallacanestro 2006
Il 30º Campionato dell'America Meridionale Femminile di Pallacanestro (noto anche come FIBA South American Championship for Women 2006) si è svolto dal 6 al 12 luglio 2006 ad Asunción, in Paraguay. Il torneo è stato vinto dalla nazionale brasiliana.

## Squadre partecipanti
- Argentina
- Bolivia
- Brasile
- Cile
- Colombia
- Paraguay
- Perù
- Venezuela

## Classifica finale
| Pos | Squadra   | V-P |
| --- | --------- | --- |
|     | Brasile   | 5-0 |
|     | Argentina | 4-1 |
|     | Colombia  | 3-2 |
| 4   | Cile      | 2-3 |
| 5   | Paraguay  | 1-2 |
| 6   | Venezuela | 1-2 |
| 7   | Perù      | 0-3 |
| 8   | Bolivia   | 0-3 |